# Misumena
Misumena – rodzaj pająków z rodziny ukośnikowatych. Na świecie znanych jest około 40 gatunków.
Pająki te mają karapaks jasny pośrodku i brązowy po bokach. Oczy par bocznych umieszczone są na umiarkowanie wyniesionych wzgórkach. U samic wszystkie odnóża są jednobarwnie jasne, zaś u samców dwie początkowe pary są głównie ciemnozielone z jasnym obrączkowaniem nasadowych lub przednasadowych części goleni, nadstopiów i stóp. Liczne kolce zbrojące spodnią powierzchnię goleni i nastopiów są u samców słabsze niż u samic. Samiec ma opistosomę (odwłok) z jasnym tłem i ciemnymi: dwoma pasami podłużnymi na wierzchu, brzegami części grzbietowej i pasem środkowym na spodzie. Samica ma jasną opistosomę, której odcień dostosowywać się może do barwy podłoża. Wzór na opistosomie samicy zawiera elementy fioletowe. Szerokość opistosomy samicy jest większa niż u pokrewnego rodzaju Runcina. Nogogłaszczki samca mają aparat kopulacyjny o spiralnie skręconym embolusie z grubą podstawą i niezmodyfikowanym wierzchołkiem. Samica ma płytkę płciową z wąskim kapturkiem i zesklerotyzowanym łukiem przednim. Duże zbiorniki nasienne występują w liczbie jednej pary, a ich kanały są rozmaicie wykształcone.
Nie budują sieci, lecz łapią owady, czyhając na nie nieruchomo i upodabniając się ubarwieniem do otoczenia. Mają odnóża rozstawione na boki.

## Gatunki
Należą tu następujące gatunki:
- Misumena adelae Mello-Leitão, 1944 (Argentyna)
- Misumena alpha Chrysanthus, 1964 (Nowa Gwinea)
- Misumena amabilis Keyserling, 1880 (Peru)
- Misumena annapurna Tikader, 1963 (Indie)
- Misumena arrogans Thorell, 1881 (Islandia)
- Misumena atrocincta Costa, 1875 (Egipt)
- Misumena beta Chrysanthus, 1964 (Nowa Gwinea)
- Misumena bicolor Simon, 1875 (Korsyka)
- Misumena bipunctata Rainbow, 1898 (Australia)
- Misumena citreoides (Taczanowski, 1872) (Gujana i Gujana Francuska)
- Misumena conferta Banks, 1898 (Meksyk)
- Misumena fasciata Kulczyn'ski, 1911 (Nowa Gwinea)
- Misumena fidelis Banks, 1898 (USA i Meksyk)
- Misumena frenata Simon, 1909 (Wietnam)
- Misumena ganpatii Kumari & Mittal, 1994 (Indie)
- Misumena greenae Tikader, 1965 (Indie)
- Misumena grubei (Simon, 1895) (Mongolia i Chiny)
- Misumena indra Tikader, 1963 (Indie)
- Misumena innotata Thorell, 1881 (Nowa Gwinea)
- Misumena lorentzi Kulczyn'ski, 1911 (Nowa Gwinea)
- Misumena luteovariata Mello-Leitão, 1929 (Brazylia)
- Misumena maputiyana Barrion & Litsinger, 1995 (Filipiny)
- Misumena maronica Caporiacco, 1954 (Gujana Francuska)
- Misumena mridulai Tikader, 1962 (Indie)
- Misumena nana Lessert, 1933 (Angola)
- Misumena nigripes Taczanowski, 1872 (Peru i Gujana Francuska)
- Misumena nigromaculata Denis, 1963 (Madera)
- Misumena oblonga O. P.-Cambridge, 1885 (Zachodnie Chiny)
- Misumena pallescens Caporiacco, 1949 (Kenia)
- Misumena peninsulana Banks, 1898 (Meksyk)
- Misumena picta Franganillo, 1926 (Kuba)
- Misumena platimanu Mello-Leitão, 1929 (Brazylia)
- Misumena quadrivulvata Franganillo, 1926 (Kuba)
- Misumena ritujae Gajbe, 2008 (Indie)
- Misumena rubripes Keyserling, 1880 (Peru)
- Misumena spinifera Blackwall, 1862 (Madera i Wyspy Kanaryjskie)
- Misumena spinigaster Mello-Leitão, 1929 (Brazylia)
- Misumena tapyasuka Barrion & Litsinger, 1995 (Jawa)
- Misumena terrosa Soares, 1944 (Brazylia)
- Misumena vatia Clerck, 1757 (Holarktyka) – kwietnik
- Misumena viridans Mello-Leitão, 1917 (Braylia)